# 金山 (正德進士)
金山（？—？年），廣東廣州府番禺縣民籍，福建光泽县人。明朝政治人物。

## 生平
正德八年（1513年）癸酉科廣東乡试舉人，九年（1514年）联捷甲戌科二甲第六十九名進士，授户部主事，差使江西，十四年六月宁王朱宸濠起兵反叛，被胁从随军。次月宁王兵败，被王守仁俘获。嘉靖元年（1522年）三月以從逆罪被革职为民。